# Agnė Eggerth
Agnė Eggerth, z domu Visockaitė (ur. 4 sierpnia 1978 w Kownie) – litewska lekkoatletka specjalizująca się w biegach sprinterskich, dwukrotna olimpijka.

## Sukcesy sportowe
W 1996 r. uczestniczyła w mistrzostwach świata juniorek w Sydney, zajmując IV miejsce w finale biegu na 200 metrów. Największy sukces na arenie międzynarodowej odniosła w 1997 r. w Lublanie, gdzie zdobyła srebrny medal mistrzostw Europy juniorek w biegu na 100 metrów. W mistrzostwach tych startowała również w finale biegu na 200 metrów, zajmując IV miejsce. W tym samym roku została też złotą medalistką igrzysk bałtyckich w biegu na 100 i 200 m. Dwukrotnie startowała w igrzyskach olimpijskich, w 2000 r. w Sydney oraz 2004 r. w Atenach, w obu przypadkach odpadając w biegach eliminacyjnych na dystansie 100 metrów. Była również półfinalistką halowych mistrzostw świata (Maebashi 1999, Birmingham 2003, Budapeszt 2004) oraz mistrzostw Europy (Monachium 2002).
Jest wielokrotną mistrzynią Litwy w biegach sprinterskich:
- siedmiokrotnie w biegu na 100 m – 1995, 1996, 1997, 1998, 2002, 2003, 2004
- czterokrotnie w biegu na 200 m – 1994, 1996, 1998, 2004[5]
- dwukrotnie w biegu na 60 m (w hali) – 1993, 2003
- trzykrotnie w biegu na 200 m (w hali) – 1995, 1996, 2003[6]

## Rekordy życiowe
- bieg na 50 metrów (hala) – 6,31 – Saskatoon 08/01/2000 (rekord Litwy)
- bieg na 55 metrów (hala) – 6,75 – Lincoln 25/02/2000 (rekord Litwy)
- bieg na 60 metrów (hala) – 7,23 – Kowno 21/02/2003 (rekord Litwy)
- bieg na 100 metrów – 11,29 – Rzym 11/07/2003 (były rekord Litwy)
- bieg na 150 metrów (hala) – 17,82 – Champaign 16/01/1999
- bieg na 200 metrów – 23,22 – Tuscaloosa 25/03/2000 (rekord Litwy)
- bieg na 200 metrów (hala) – 23,39 – Maebashi 05/03/1999 (rekord Litwy)
- bieg na 300 metrów (hala) – 38,68 – Cape Girardeau 20/02/2004
- bieg na 400 metrów – 53,49 – Burnaby 04/06/2000